# Pehr Assarsson

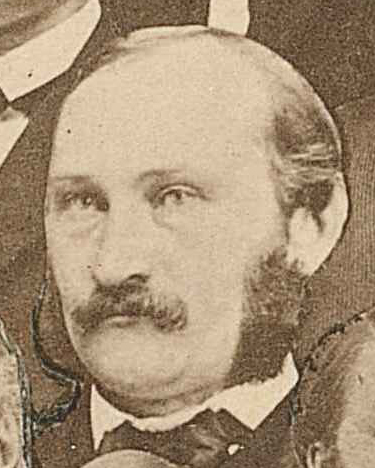
Pehr Assarsson ur ett fotocollage från 1868.

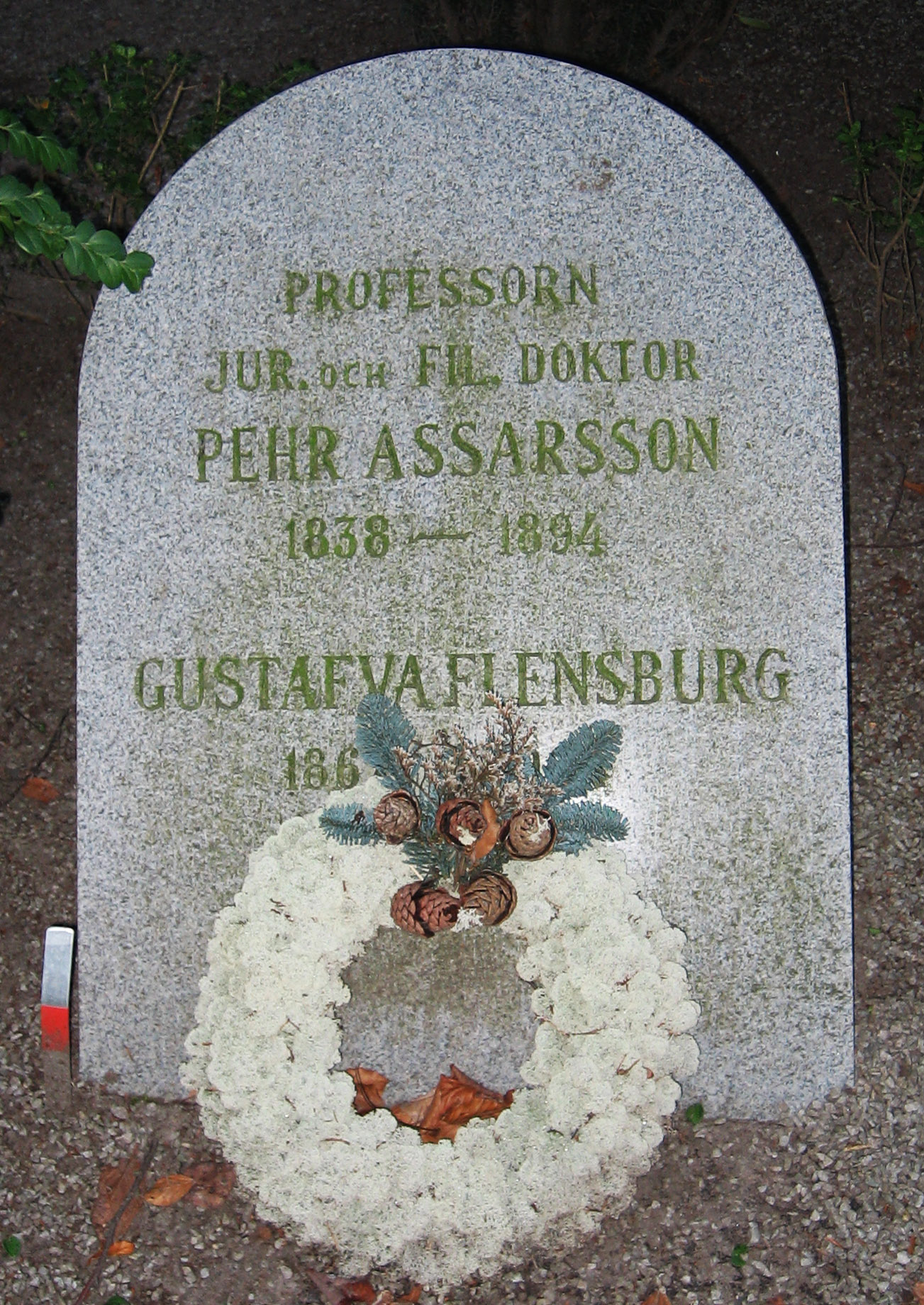
Pehr Assarssons grav på Norra kyrkogården i Lund.

Pehr (ibland skrivet Per) Assarsson, född den 27 mars 1838 i Asmundtorp, död den 3 juni 1894 i Lund, var en svensk jurist.
Assarsson blev 1877 professor i kriminalrätt och romersk rätt vid Lunds universitet och promoverades vid jubelfesten i Uppsala samma år till juris hedersdoktor.  
Assarssons far hette Assar Jeppsson och modern Kerstina Andersdotter. Han gifte sig 1888 med Gustafva Flensburg (1867–1964), dotter till biskop Wilhelm Flensburg. Paret fick sönerna Vilhelm Assarsson och David Assarsson. 
Assarssons grav återfinns på Norra kyrkogården i Lund.

## Utmärkelser
- Riddare av Nordstjärneorden, 1886.[2]